# Stadtverkehr Hildesheim
Koordinaten: 52° 9′ 20,2″ N, 9° 56′ 15,5″ O
Die Stadtverkehr Hildesheim GmbH & Co. KG (SVHI) ist eine 100-prozentige Tochter der Stadtwerke Hildesheim (SWHI) und betreibt den Stadtbusverkehr in der Domstadt Hildesheim mit mehreren Tages-, Abend- und Anruf-Sammeltaxi (AST)-Linien.

## Geschichte
Am 30. Januar 1867 nahm ein von einem privaten Spediteur betriebener Pferdebus als erstes innerstädtisches Verkehrsmittel in Hildesheim seinen Betrieb auf; die Linie verkehrte alle 60 Minuten vom Bahnhof zum Moritzberg. Am 15. Mai 1886 wurde eine weitere Linie zur Waldquelle eröffnet.
Ab 1899 verband die Straßenbahn Hannover (1921 in Überlandwerke und Straßenbahnen Hannover AG – ÜSTRA umbenannt) mit einer normalspurigen Überlandlinie Hildesheim über Sarstedt mit Hannover. Endpunkt in Hildesheim war der Bahnhofsvorplatz, des Weiteren gab es in der Nähe einen Güterbahnhof und ein eigenes Depot. Im Jahr 1903 beschloss der Rat der Stadt Hildesheim, für die Erschließung der Stadt ein eigenes Straßenbahnnetz aufzubauen. Im Jahr 1905 nahm schließlich die Städtische Straßenbahn Hildesheim den Betrieb auf, deren Liniennetz im Laufe der Jahre weiter wuchs.
Durch die starken Zerstörungen des Zweiten Weltkrieges musste der städtische Straßenbahnbetrieb 1945 eingestellt werden, der Betrieb der üstra-Linie 11 endete 1958. Von da an wurde der ÖPNV in Hildesheim ausschließlich mit Bussen der Stadtwerke Hildesheim durchgeführt; von 1943 bis 1969 wurden zwei Linien als Oberleitungsbus betrieben. Im Jahr 1998 wurde der Verkehrsbetrieb der Stadtwerke Hildesheim (SWH, heute SWHI) von der neugegründeten, 100-prozentigen Tochter Stadtverkehr Hildesheim (SVHI) übernommen.
Zusammen mit dem Regionalverkehr Hildesheim (RVHI) und den Aufgabenträgern (Landkreis Hildesheim, Stadt Hildesheim), sowie der NordWestBahn als assoziiertem Partner (zur Gründung, durch Übernahme der entsprechenden Strecke mittlerweile Start Niedersachsen Mitte), ist das Unternehmen seit Dezember 2019 Teil des ROSA Tarifverbundes.

## Linien

### Tagesliniennetz

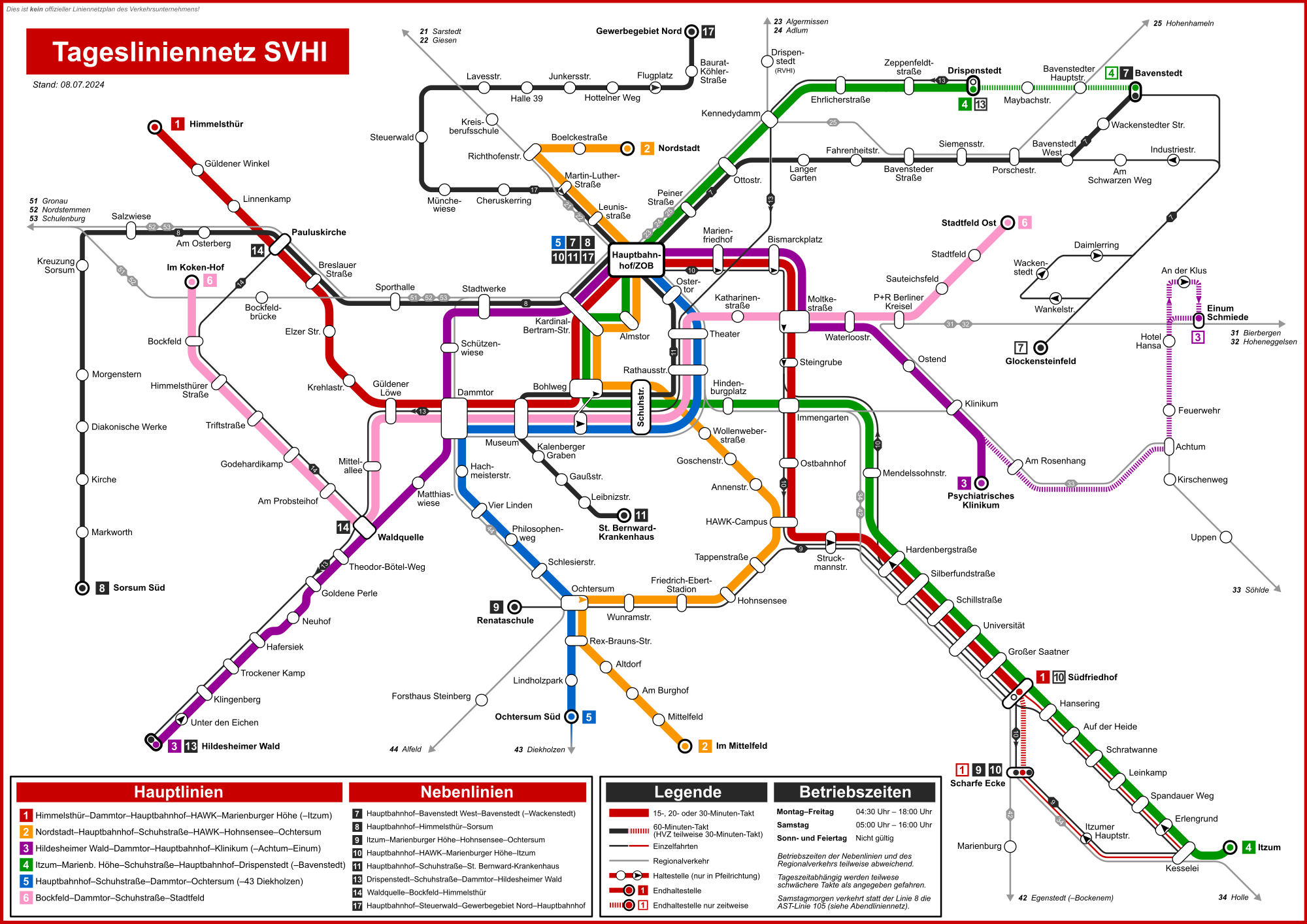
Das Tagesliniennetz des SVHI

Das Tagesliniennetz des SVHI gilt montags bis freitags bis abends und samstags bis nachmittags. Es umfasst die Hauptlinien 1 – 6 und die Nebenlinien 7, 8, 9, 10, 11, 13, 14 und 17. Die Linie 5 fährt alle 60 bzw. 30 Minuten als RVHI-Linie 43 von Ochtersum Süd aus weiter in die Gemeinde Diekholzen, diese Fahrten werden vom RVHI durchgeführt.
Linienübersicht Tagesliniennetz:
| Linie | Laufweg                                                                                           | Hinweise             |
| ----- | ------------------------------------------------------------------------------------------------- | -------------------- |
| 1     | Himmelsthür – Dammtor – Kardinal-Bertram-Str. – Hauptbahnhof – HAWK – Marienburger Höhe (– Itzum) |                      |
| 2     | Nordstadt – Hauptbahnhof – Schuhstraße – HAWK – Ochtersum                                         |                      |
| 3     | Hildesheimer Wald – Dammtor – Hauptbahnhof – Klinikum ( – Achtum – Einum)                         |                      |
| 4     | Itzum – Marienburger Höhe – Schuhstraße – Hauptbahnhof – Drispenstedt (– Bavenstedt)              | Bavenstedt: 60'      |
| 5     | Hauptbahnhof – Schuhstraße – Dammtor – Ochtersum (– RVHI 43 Diekholzen)                           | Diekholzen: 30'/60'  |
| 6     | Bockfeld – Dammtor – Schuhstraße – Stadtfeld                                                      |                      |
| 7     | Hauptbahnhof – Bavenstedt West – Bavenstedt (– Wackenstedt)                                       | Wackenstedt: HVZ 30' |
| 8     | Hauptbahnhof – Himmelsthür – Sorsum                                                               |                      |
| 9     | Itzum – Marienburger Höhe – Ochtersum                                                             | Nur an Schultagen    |
| 10    | Hauptbahnhof – HAWK – Marienburger Höhe – Itzum                                                   |                      |
| 11    | Hauptbahnhof – Schuhstraße – Leibnizstraße                                                        |                      |
| 13    | Drispenstedt – Schuhstraße – Dammtor – Hildesheimer Wald                                          | Nur mo–fr            |
| 14    | Himmelsthür – Bockfeld – Waldquelle                                                               | Nur an Schultagen    |
| 17    | Hauptbahnhof – Steuerwald – Gewerbegebiet Nord – Hauptbahnhof                                     | Nur mo–fr            |

### Abendliniennetz

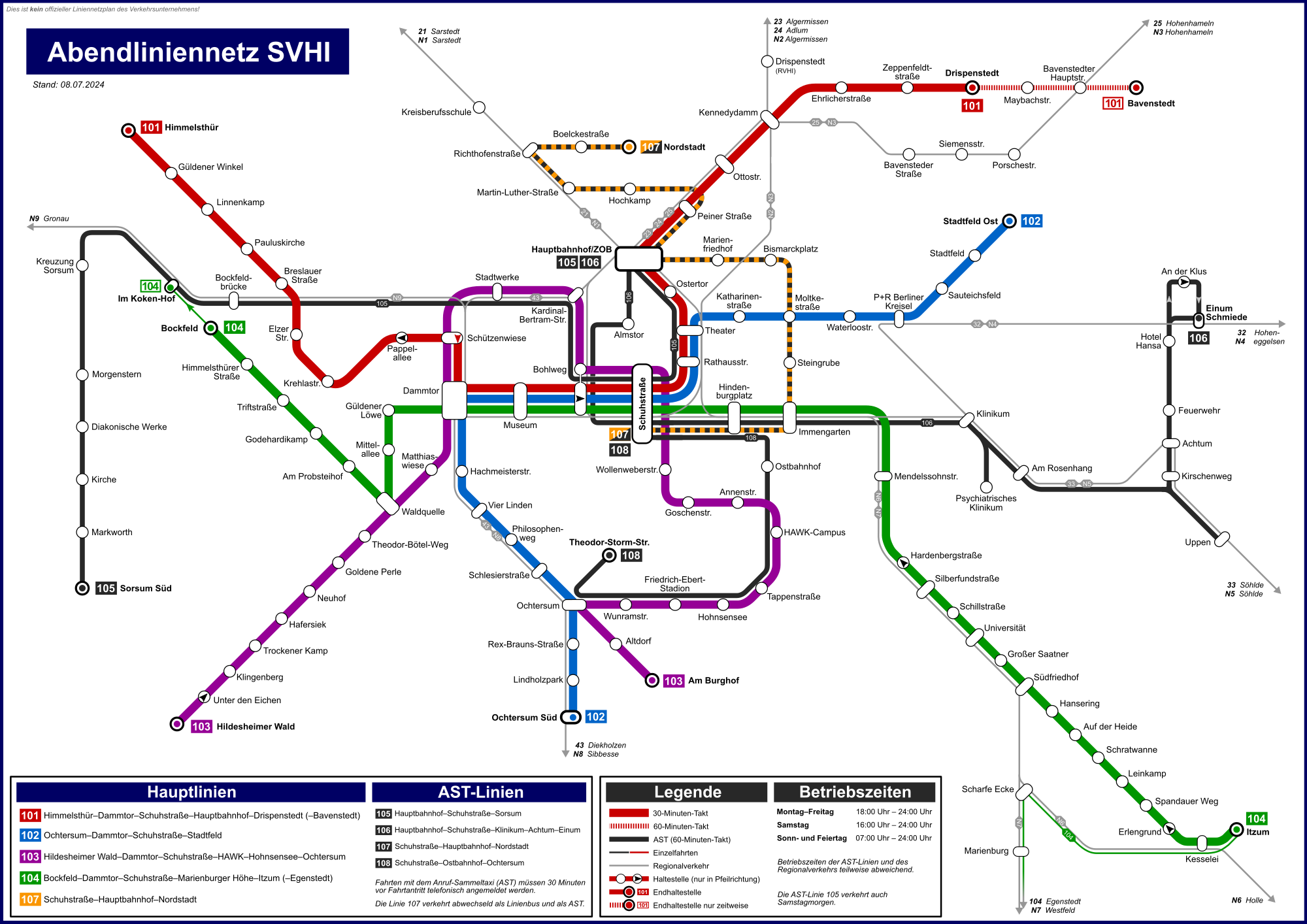
Das Abendliniennetz des SVHI

Das Abendliniennetz gilt montags bis freitags in den Abendstunden, samstags ab etwa nachmittags und sonn- und feiertags ganztägig. Es umfasst die Buslinien 101 – 104 und 107 und die Anruf-Sammeltaxi-Linien 105 – 108. Die Buslinien treffen sich alle 30 Minuten an der Schuhstraße, wo in alle Richtungen umgestiegen werden kann. Die Linie 104 fährt abends und an Wochenenden über Itzum hinaus bis nach Egenstedt.
Die AST-Linien fahren grundsätzlich alle 60 Minuten. Auf der Linie 107 werden abwechselnd AST- und normale Linienfahrten ohne Anmeldung angeboten.
Linienübersicht Abendliniennetz:
| Linie | Laufweg                                                                          | Hinweise                      |
| ----- | -------------------------------------------------------------------------------- | ----------------------------- |
| 101   | Himmelsthür – Dammtor – Schuhstraße – Hauptbahnhof – Drispenstedt (– Bavenstedt) | Bavenstedt: 60'               |
| 102   | Stadtfeld – Schuhstraße – Dammtor – Ochtersum                                    |                               |
| 103   | Hildesheimer Wald – Dammtor – Schuhstraße – Ochtersum                            |                               |
| 104   | Bockfeld – Dammtor – Schuhstraße – Marienburger Höhe – Itzum (– RVHI Egenstedt)  | Egenstedt: 120'               |
| 105   | Hauptbahnhof – Schuhstraße – Im Koken-Hof – Sorsum                               | AST                           |
| 106   | Hauptbahnhof – Schuhstraße – Klinikum – Achtum – Einum                           | AST                           |
| 107   | Schuhstraße – Oststadt – Hauptbahnhof – Nordstadt                                | abwechselnd Linienbus und AST |
| 108   | Schuhstraße – Ostbahnhof – Theodor-Storm-Straße                                  | AST                           |

## Haltestellen

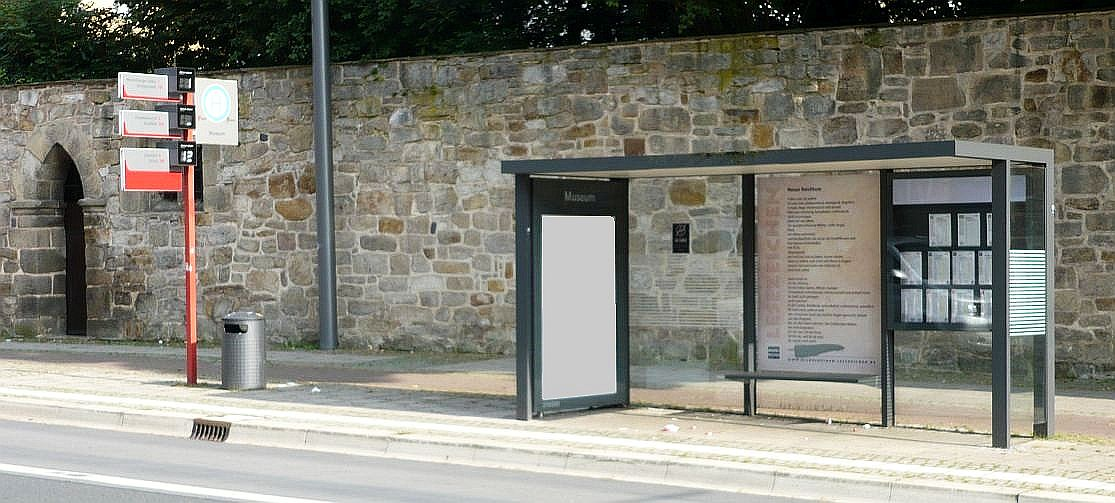
SVHI-Haltestelle mit iqube-Anzeige und beleuchtetem Wartehäuschen

An den meisten Haltestellen der Hauptlinien befinden sich Wartehäuschen, barrierefreie Hochborde werden außerdem schrittweise an immer mehr Stationen errichtet.
In der Innenstadt und an den wichtigen, stadteinwärtigen Haltestellen der Hauptlinien befinden sich DFI-Anzeiger, die in Echtzeit die verbleibenden Minuten bis zur nächsten Abfahrt anzeigen. Alle anderen Haltestellen wurden in den Jahren 2009 und 2010 mit neuen Haltestellenschildern ausgestattet. Die Wartehäuschen werden seit 2016 schrittweise durch neue Modelle mit integrierter Deckenbeleuchtung und beleuchteten Fahrplankästen ersetzt.

## Fuhrpark

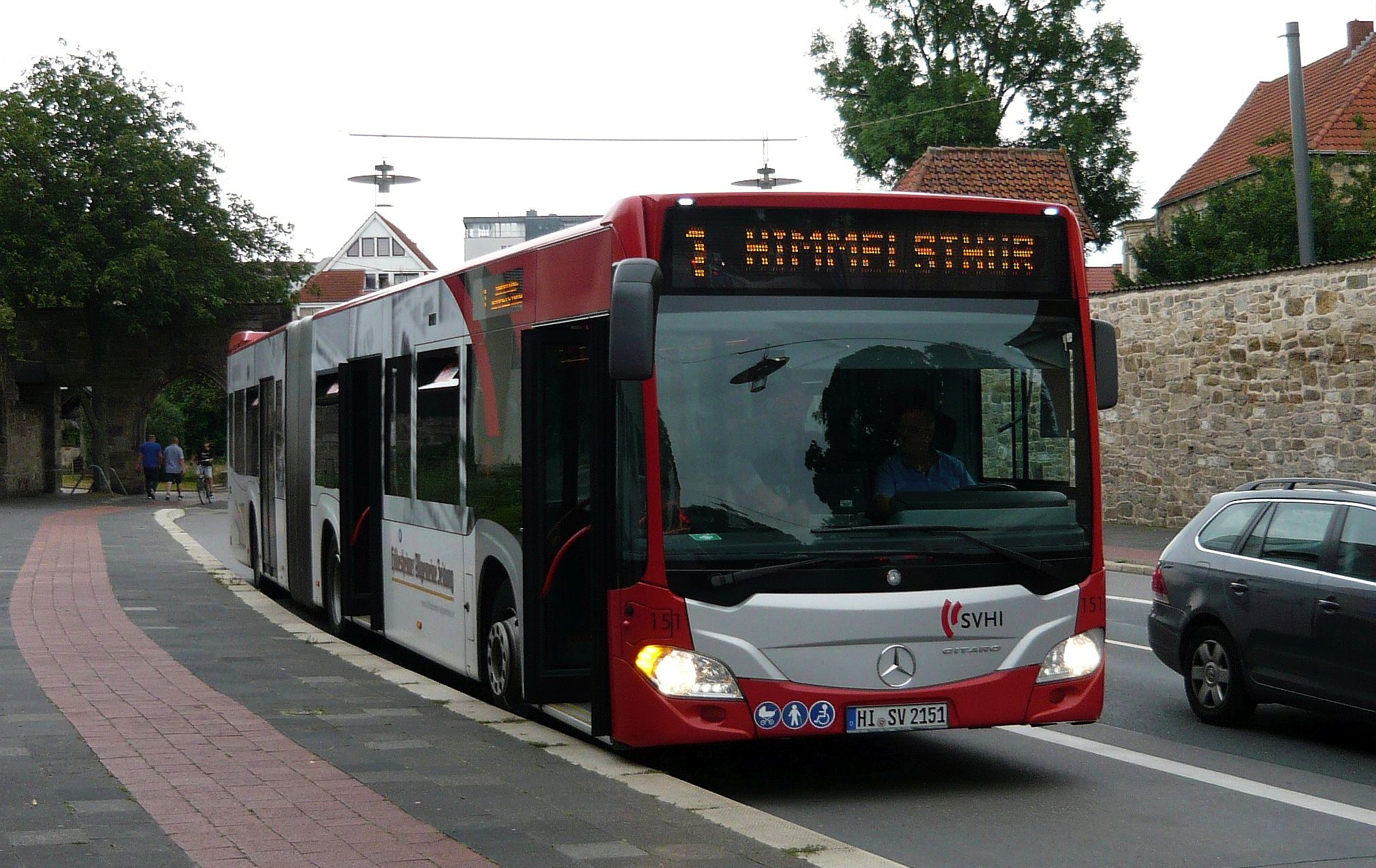
Wagen 151 des SVHI

Seit der Ausmusterung der letzten Hochflurbusse im Jahr 2008 werden beim SVHI nur noch Niederflurbusse eingesetzt, die teilweise mit Diesel und teilweise mit Erdgas angetrieben wurden. Im Jahr 2017 wurden die letzten Erdgasbusse der Marke MAN ausgemustert und, parallel zur Einführung des neuen Liniennetzes, sechs neue Dieselbusse der Reihe Mercedes-Benz Citaro angeschafft. Zusätzlich wurde die Flotte im Jahr 2021 durch fünf weitere Busse der gleichen Art in Hybridversion ergänzt.
Im Rahmen des Green City Plans der Stadt Hildesheim von 2018 wurde die Beschaffung von zwei elektrisch betriebenen Bussen als Vorhaben zur Minderung der Luftbelastung durch NO2 von der Kommunalpolitik beschlossen. Zusätzlich schreibt die EU-Verordnung Clean Vehicles Directive (CVD) seit August 2021 dem SVHi die Beschaffung von emissionsfreien und sauberen Bussen ab 2027 vor. Dies zieht einen baulichen und finanziellen Mehraufwand nach sich, da einerseits ein neues Depot gebaut werden müsse und die Busse selbst doppelt so teuer sein wie die üblichen Fahrzeuge. Die Umstellung auf E-Busse wird seitens des SVHI in Abhängigkeit der Verfügbarkeit eines entsprechenden Förderprogrammes gesehen.